# Ángel Boi
Ángel Schaffer, más conocido como Angel Boi, es un cantante de hip-hop latino y poeta cubano-estadounidense. 
En 2004 publicó Blessed Child, un libro de poesía romántica. En 2005 grabó su primer single, Toe Lover, histórico por ser la primera canción sobre lamer los pies de mujeres. Él cree que es importante para un artista escribir sobre la verdad. Como él dice, "Es una historia real. Tengo muchas relaciones con muchas mujeres en las que el pie es mi fetiche." De hecho, no es raro que las mujeres al salir de su conciertos traten de poner sus pies en su cara. Angel's Boy Enterprises fue creada por Ángel en 2004. Ángel puso en marcha este sello discográfico indie porque quería expresarse a sí mismo sin la presión añadida de un sello grande. Ángel esperó pacientemente hasta lanzar su propia empresa debido a su fuerte confianza en su propia creatividad. Su entusiasmo por la vida le ha llevado a lugares a los que nunca pensó que iría. Esto  le ha dado la libertad para escribir, crear y ser el tipo de artista que será recordado hasta el fin del mundo por su trabajo intemporal. 

## Biografía
La madre de Ángel es hijo de una madre Cubana y Francesa de primera generación, que siempre le enseñó que podía lograr cualquier cosa en la vida si trabajaba duro en ello. Comenzó a estudiar música en la escuela secundaria y le inspiraron 2Pac, Celia Cruz, Tego Calderón, y Marvin Gaye.
Ángel explicó el motivo de su nombre diciendo que es por su madre en una entrevista televisada en vivo por Angel Televisión.

## Discografía

### Álbumes
- Blessed Child Poetry Book, 2004
- Toe Lover El Cubano Amante, 2005